# 安達一彦
安達 一彦（あだち かずひこ、1944年2月26日 - ）は、日本の実業家。インテリジェント ウェイブ創業者で、同社代表取締役社長や、日本パーソナルコンピュータソフトウェア協会副会長、アジアICTオーガニゼーション（AICTO）会長などを歴任した。

## 人物・来歴
大阪府生まれ。1967年横浜国立大学工学部造船工学科卒業、日本ユニバック総合研究所（現日本ユニシス）入社。1970年日本シーディーシー入社。1974年日本マーク設立、代表取締役社長就任。1979年日本タンデムコンピューターズ代表取締役社長。1984年にインテリジェント ウェイブを設立し、代表取締役社長を務め、金融関係のシステム開発を手掛け、アジアICTオーガニゼーション（AICTO）会長なども歴任した。2000年日本パーソナルコンピュータソフトウェア協会副会長。2002年セゾン情報システムズ取締役。2005年インテリジェント ウェイブ取締役会長。2011年インテリジェント ウェイブ会長。2015年ショーケース取締役。日本ナレッジ・マネジメント学会評議員や、全国高等専門学校プログラミングコンテスト審査委員、ジェイグラブ顧問、横浜国立大学内に開設された特定非営利活動法人YUVECの理事等も務めた。

## 著書
- 『電子マネー革命がやって来る！―フィンテックで生活が変わる金融が変わる！』財界研究所 2017年